# Ходжашвили, Людмила Платоновна
Людмила Платоновна Ходжашвили (абх. Лиудмила Платон-иҧҳа Хоџьашьвили; род. 1957 с. Лыхны Гудаутский район Абхазская ССР) — судья Конституционного суда Республики Абхазия (с 2016); ранее министр юстиции Республики Абхазия (2005—2011) и член Правительства Республики Абхазия.

## Биография
Родилась в 1957 году в селе Лыхны Гудаутского района в многодетной абхазской семье. После окончания средней школы переехала к брату-военнослужащему в Туркмению.
Окончила юридический факультет Ашхабадского Государственного университета им. М. Горького (1986).
С 1973 по 1980 годы работала в Ашхабаде секретарем судебного заседания Ашхабадского областного суда.
С мая 1980 по сентябрь 1983 года работала секретарем судебного заседания по уголовным делам в Верховном Суде Туркменистана.
С января 1981 по март 1987 года — старший консультант в министерстве юстиции Туркменистана.
С марта 1987 года по март 1995 года — народный судья Копетдагского районного суда города Ашхабад Туркменской АССР.
С 1995 года работала в должности заместителя министра юстиции Республики Абхазия.
7 апреля 2005 года Указом Президента Республики Абхазия № УП-76 назначена на должность Министра юстиции Республики Абхазия (Указом № УП-51 от 26 февраля 2010 должность подтверждена).
С 2005 года по настоящее время преподаёт в Абхазском государственном университете.
22 ноября 2016 года была избрана судьей Конституционного суда Республики Абхазия.

## Семья
Замужем (с 1989), двое дочерей.